# Dobrínino
Dobrínino (en rus: Добрынино) és un poble de l'óblast de Vladímir, a Rússia, segons el cens del 2010 tenia 81 habitants. Pertany al districte municipal de Sóbinka.